# Olivier Nasti
Olivier Nasti, né le 9 décembre 1966 à Belfort, est un chef cuisinier français, doublement étoilé depuis 2014 au guide Michelin pour son restaurant La Table d'Olivier Nasti, situé à Kaysersberg, en Alsace.

## Biographie
Olivier Nasti grandit  à Morvillars (Territoire de Belfort), en Franche-Comté. Sa mère est comptable, son père, italien, décède quand il est jeune. Très vite, il veut déjà gagner sa vie et distribue des journaux, vend des poissons, des fruits et des foins qu'il ramasse pour les paysans et travaille dans la boulangerie du village. A 14 ans, il songe à devenir paysan puis boulanger mais sa mère n'approuve pas ces orientations. Il s'oriente vers une formation en restauration et débute en 1984 un CAP et BEP au CFA de Belfort. Il réalise son apprentissage avec le chef Dominique Mathy au Château Servin (deux étoiles Michelin) à Belfort. Là, il prend goût à ce métier et à la recherche de l'excellence. Il décroche en juin 1985 un CAP cuisine.
Il débute en tant que commis au Beau rivage palace à Lausanne. Il est ensuite demi-chef de partie volailles et grillades au Sheraton au Luxembourg, puis encore demi-chef de partie au South Croydon au Royaume-Uni. Il travaille ensuite comme chef de partie chez Jean-Yves Schillinger à Colmar où il finit second. En 1988, il est chef de partie sauces et épices chez Olivier Roellinger à Cancale. En 1990 il est chef de partie poissons à l'Auberge de l'Ill à Illhauesern. En 1992, il est premier chef de partie au Cagnard à Cagnes-sur-Mer.
En mars 1993, Olivier Nasti et son frère Emmanuel, architecte et sommelier, reprennent le Caveau d'Eguisheim. Là, Olivier Nasti s'imprègne du terroir et de la gastronomie alsacienne. 
En 2005, le restaurant Le Chambard obtient une étoile au Guide Michelin.
Olivier Nasti remporte en 2007 le titre de Meilleur ouvrier de France, après avoir tenté précédemment deux fois le concours en 2000 et en 2004.
En novembre 2022, il est élu « chef de l'année » par le guide Gault et Millau.
Olivier Nasti apparaît dans le jury de l'émission Masterchef sur TF1, dans l'émission Dans la peau d'un chef sur France 2 et dans l'émission Top Chef sur M6 en 2021 et 2023.